# McLaren MP4-25
Chronologie des modèles (2010)
McLaren MP4-24 McLaren MP4-26
La McLaren MP4-25 est la monoplace de Formule 1 engagée par l'écurie McLaren Racing en championnat du monde de Formule 1 2010, officiellement présentée le 29 janvier 2010 à Newbury, au siège de Vodafone. Gary Paffett a effectué les premiers kilomètres de la MP4-25 sur le circuit de Valencia, en Espagne.
Ses pilotes sont le champion du monde en titre britannique Jenson Button et son compatriote Lewis Hamilton, champion du monde en 2008. Son pilote de réserve est le Britannique Gary Paffett.

## Historique
Dès le premier Grand Prix de la saison à Bahreïn, la légalité de la MP4-25 est remise en question avant même les essais libres en raison de la présence du F-Duct. Après un contrôle de la FIA, la monoplace est déclarée légale. En qualifications, les deux pilotes britanniques ne peuvent rien faire face aux Ferrari et RedBull, plus à l'aise dans le second secteur sinueux et lent. Ils sont relégués à plus d'une seconde de Sebastian Vettel, premier poleman de la saison. Lewis Hamilton, quatrième pendant la majorité course, profite d'un problème technique de Vettel pour monter sur la troisième marche. Pour sa première course sous ses nouvelles couleurs, le champion du monde en titre Jenson Button, termine seulement huitième.
En Australie, peu à l'aise au volant de sa monoplace, Hamilton ne se qualifie qu'en onzième position tandis que Button se place sur la seconde ligne, en quatrième position. Dès le départ, le Grand Prix s'annonce mouvementé à cause de la pluie. Button tire son épingle du jeu grâce à un choix de pneumatiques audacieux et remporte son premier Grand Prix de la saison, Hamilton terminant quant à lui à la sixième place après un accrochage avec Mark Webber dans l'avant-dernier tour.
Une semaine plus tard, en Malaisie, n'appréhendant pas de la meilleure façon l'arrivée de la pluie lors des qualifications, les pilotes McLaren ne partent qu'en fond de peloton. Au terme d'une course d'attaque Hamilton remonte au sixième rang tandis que Button finit huitième.
Pour le Grand Prix de Chine, la pluie s'invite dès le départ. Une nouvelle fois, Jenson Button remporte la course grâce à un choix tactique audacieux : alors que la plupart des pilotes rentre aux stands pour s'équiper de pneumatiques intermédiaires, il reste en slicks, ce qui lui donne un avantage certain sur ses concurrents lorsque l'averse s'arrête peu après. Hamilton, qui fait partie des pilotes s'étant arrêté, remonte tout le peloton pour finalement terminer second à seulement 1s 5 de son coéquipier.
Le 9 mai 2010 a lieu le GP d'Espagne, marquant le retour de la Formule 1 en Europe. Lewis Hamilton, troisième sur la grille, se retrouve second après son arrêt au stand lui permettant de devancer Sebastian Vettel. Alors que cette place lui semble acquise, la jante de sa roue avant gauche se brise dans le long virage à droite du premier secteur : il heurte le mur et abandonne à seulement deux tours du terme. Button termine cinquième position derrière Michael Schumacher.
Le Grand Prix de Monaco ne voit pas les MP4-25 aux premiers rangs. Dotée d'un des plus longs empattements du plateau, la monoplace est peu à l'aise sur ce circuit sinueux et ne peut profiter d'un avantage procuré par le F-Duct. Button abandonne dès le deuxième tour à cause d'une erreur d'un mécanicien ayant provoqué une surchauffe moteur et Hamilton termine cinquième.

## Aspects techniques
La monoplace britannique intègre le F-Duct : dans une fente à l'avant de la monoplace, l'air s'engouffre dans un canal qui passe par le cockpit puis le long de l'aileron requin pour finalement déboucher sur l'aileron arrière. En ligne droite, le pilote occulte l'ouverture du canal présent dans le cockpit grâce à sa main gauche, avec un gant spécial conçu pour rendre hermétique l'ouverture puis, plus tard dans la saison, avec le genou (la FIA ayant statué que le pilote devait avoir, en toutes circonstances, les deux mains sur le volant) ce qui permet à l'air entrant dans le canal d'être acheminé jusqu'à la boîte à air au dessus de la tête du pilote pour en rediriger le flux vers une zone particulière de l'aileron arrière, venant perturber son fonctionnement et son efficacité  et donc de fait diminuer la traînée aérodynamique, permettant d'augmenter la vitesse de pointe.
Au contraire, dans les virages, l'ouverture du canal dans le cockpit n'est pas bouchée et ne permet pas à l'air d'être acheminé jusqu'à l'aileron arrière. Bien qu'initialement contestée par les écuries concurrentes, cette idée des ingénieurs McLaren a été approuvée par la FIA, conduisant les autres écuries comme Ferrari, BMW Sauber, Red Bull, Mercedes, Force India, Williams puis Renault à intégrer le F-Duct à leur monoplace en cours de saison.
Le nom du système, F-Duct, provient du fait que la prise d’air permettant l’entrée de l’air dans le système se situe sur le « f » du sponsor inscrit sur le nez, Vodafone.
À partir du Grand Prix automobile de Grande-Bretagne 2010, la McLaren MP4-25 est dotée d'« échappements bas» menant ses gaz au niveau du double diffuseur : cet apport supplémentaire d'air dans le double diffuseur optimise son fonctionnement en augmentant l'appui. Cette configuration n'est utilisée en course qu'à partir du Grand Prix d'Allemagne.

## Résultats en championnat du monde de Formule 1
| Saison | Écurie                    | Moteur                   | Pneus       | Pilotes        | Courses | Courses | Courses | Courses | Courses | Courses | Courses | Courses | Courses | Courses | Courses | Courses | Courses | Courses | Courses | Courses | Courses | Courses | Courses | Points inscrits | Classement |
| Saison | Écurie                    | Moteur                   | Pneus       | Pilotes        | 1       | 2       | 3       | 4       | 5       | 6       | 7       | 8       | 9       | 10      | 11      | 12      | 13      | 14      | 15      | 16      | 17      | 18      | 19      | Points inscrits | Classement |
| ------ | ------------------------- | ------------------------ | ----------- | -------------- | ------- | ------- | ------- | ------- | ------- | ------- | ------- | ------- | ------- | ------- | ------- | ------- | ------- | ------- | ------- | ------- | ------- | ------- | ------- | --------------- | ---------- |
| 2010   | Vodafone McLaren Mercedes | Mercedes-Benz V8 FO 108X | Bridgestone |                | BAH     | AUS     | MAL     | CHI     | ESP     | MON     | TUR     | CAN     | EUR     | GBR     | ALL     | HON     | BEL     | ITA     | SIN     | JAP     | COR     | BRÉ     | ABU     | 454             | 2e         |
| 2010   | Vodafone McLaren Mercedes | Mercedes-Benz V8 FO 108X | Bridgestone | Jenson Button  | 7e      | 1er     | 8e      | 1er     | 5e      | Abd     | 2e      | 2e      | 3e      | 4e      | 5e      | 8e      | Abd     | 2e      | 4e      | 4e      | 12e     | 5e      | 3e      | 454             | 2e         |
| 2010   | Vodafone McLaren Mercedes | Mercedes-Benz V8 FO 108X | Bridgestone | Lewis Hamilton | 3e      | 6e      | 6e      | 2e      | 14e*    | 5e      | 1er     | 1er     | 2e      | 2e      | 4e      | Abd     | 1er     | Abd     | Abd     | 5e      | 2e      | 4e      | 2e      | 454             | 2e         |

Légende : ici 
- * : le pilote n'a pas fini le Grand Prix, mais est quand même classé pour avoir couru plus de 90 % de la distance de la course.